# Carolin Fernsebner
Carolin Fernsebner (* 3. November 1986 in Berchtesgaden) ist eine ehemalige deutsche Skirennläuferin. Ihre stärksten Disziplinen waren der Riesenslalom und der Slalom. Sie wurde 2007 Deutsche Meisterin im Riesenslalom, gewann die Silbermedaille im Riesenslalom bei den Juniorenweltmeisterschaften 2006, siegte in einem Europacuprennen und fuhr in vier Weltcuprennen unter die schnellsten 25.

## Karriere
Fernsebner startete erstmals im Dezember 2002 bei Europacuprennen. Ende Dezember 2005 durfte sie ihr erstes Weltcuprennen in Lienz (Österreich) bestreiten. Schon bei ihrem dritten Weltcuprennen, einem Riesenslalom in Ofterschwang (Allgäu) am 3. Februar 2006, holte sie ihre ersten Weltcuppunkte. Am 7. März 2006 wurde sie im kanadischen Mont Sainte-Anne Vizejuniorenweltmeisterin im Riesenslalom. Aufgrund starker Resultate im Europacup wurde sie vom Deutschen Skiverband für die Weltmeisterschaften 2007 in Åre im Riesenslalom nachnominiert, wo sie jedoch ausschied.
Am 28. Dezember 2008 erlitt Carolin Fernsebner bei einem Sturz im ersten Durchgang des Weltcup-Riesenslaloms in Semmering (Österreich) schwere Verletzungen: Kreuzbandriss im rechten und linken Kniegelenk sowie einen Innenband- und Meniskusriss mit Fraktur des Schienbeinkopfes links. Damit war sie die erste deutsche Alpinrennläuferin, die sich gleichzeitig beide Kreuzbänder gerissen hat. Nach der langen Verletzungspause nahm sie im Winter 2009/10 nur an Europacup- und FIS-Rennen teil und kehrte zu Beginn der Saison 2010/11 in den Weltcup zurück. Am 27. November 2010 stürzte sie bei ihrem erst zweiten Weltcuprennen nach der Verletzung, dem Riesenslalom in Aspen, allerdings erneut und zog sich abermals einen Kreuzbandriss im rechten Knie sowie einen Meniskusschaden zu. Nach der neuerlichen schweren Verletzung beendete Fernsebner ihre Karriere.

## Erfolge

### Weltcup
- 4 Platzierungen unter den besten 25

### Europacup
- Saison 2006/07: 5. Riesenslalomwertung
- 1 Sieg (Riesenslalom in La Molina am 19. Februar 2007) und weitere vier Podestplätze

### Juniorenweltmeisterschaften
- Bardonecchia 2005: 10. Riesenslalom
- Québec 2006: 2. Riesenslalom, 45. Super-G

### Weitere Erfolge
- Deutsche Meisterin im Riesenslalom 2007
- Deutsche Jugendmeisterin im Riesenslalom 2003 und 2004
- 9 Siege in FIS-Rennen